# Angaleena Presley
Angaleena Loletta McCoy Presley, född 1 september 1976 i Martin County i Kentucky, är en amerikansk sångare och låtskrivare. Hon fick sitt genombrott efter att ha grundat år 2011 countrymusikgruppen Pistol Annies.